# Josef Wißkirchen
Josef Wißkirchen (* 13. April 1939 in Bonn) ist ein deutscher Sachbuchautor und Heimatforscher. Der Schwerpunkt seiner Publikationen liegt auf der Geschichte jüdischen Lebens im heutigen Pulheim zur Zeit des Nationalsozialismus.

## Leben

### Familie, Ausbildung und Beruf
Josef Wißkirchen kam im April 1939 in Bonn zur Welt. Er ist der vierte von sechs zwischen 1934 und 1944 geborenen Brüdern. Sein ältester Bruder, Hubert Wißkirchen, war Musikpädagoge an der Hochschule für Musik und Tanz Köln, der zweitälteste, Paul Wißkirchen, Kirchenmusiker im Altenberger Dom in Odenthal. Seine Schwägerin Christa Wißkirchen, die zweite Ehefrau und Witwe seines Bruders Hubert, ist Kinderbuchautorin. Josef Wißkirchen ist seit 1966 verheiratet und hat mit seiner Frau vier Kinder.
Wißkirchens Eltern stammten beide aus der damaligen Gemeinde Ludendorf. Aus von Hubert und Josef Wißkirchen in ihrem Buch Vaters Briefe 1939–1944 zusammengetragenen Dokumenten des Volkskommissariats für innere Angelegenheiten der UdSSR ist zu entnehmen, dass ihr Vater (1908–1945), ein Gefreiter der Wehrmacht, während des Zweiten Weltkriegs im August 1944 in Bukarest in sowjetische Kriegsgefangenschaft geriet und anschließend in das Lager 165 im Dorf Talitsy nahe Gorki (heute Nischni Nowgorod) deportiert wurde. Dort starb er im August 1945 an den Folgen einer Infektionskrankheit. Wißkirchen wuchs als Kriegswaise mit seinen Geschwistern bei seiner Mutter (1908–1999) auf. Nach dem Besuch der Ludendorfer Volksschule legte er 1958 sein Abitur am Städtischen Gymnasium in Rheinbach ab. Anschließend studierte er in Bonn, Freiburg im Breisgau und Köln Germanistik, Geschichte, Philosophie und Pädagogik. 1964 legte er die erste philologische Staatsprüfung in Köln ab, drei Jahre später die zweite. Von 1965 bis 1967 durchlief er je ein Lehramtsreferendariat am Grevenbroicher Kreisgymnasium (später Erasmus-Gymnasium) sowie am Dreikönigsgymnasium in Köln. 1966 zog er in die damalige Gemeinde Stommeln. Von 1967 bis 1971 lehrte er am Gymnasium Marienberg in Neuss. Anschließend unterrichtete er die Fächer Deutsch und Geschichte am Erasmus-Gymnasium. Dort baute er auch die Schulbibliothek auf. 2003 trat er als Studiendirektor in den Ruhestand.

### Wirken als Heimatforscher
Laut eigenen Angaben kam Wißkirchen im Jahr 1956 als Schüler erstmals nachdrücklich mit den Verbrechen der Nazis in Berührung, als ein Lehrer den Film Nacht und Nebel des Regisseurs Alain Resnais im Rheinbacher Gymnasium gezeigt habe. Nach seinem Umzug nach Stommeln trat er einem dortigen Heimatgeschichtsverein bei und recherchierte zur Stommelner Synagoge, die die Reichspogromnacht 1938 als Gebäude unbeschadet überstanden hatte und bis dahin ungenutzt im Dorfzentrum stand. In den 1980er-Jahren publizierte er erstmals zur Geschichte des Judentums in Stommeln. Im Jahr 1988 verlieh ihm der Landschaftsverband Rheinland den Albert-Steeger-Preis „für seine Erforschung der Heimat- und Regionalgeschichte, insbesondere der jüdischen Gemeinde in Pulheim-Stommeln“. Im Rahmen der Preisverleihung hielt der Kölner Historiker Toni Diederich eine Laudatio zu Wißkirchens Wirken. Ebenfalls durch den Landschaftsverband erhielt er im Jahr 2007 den Rheinlandtaler.
2002 regte Wißkirchen beim Landschaftsverband Rheinland an, eine Gedenkstätte im Pulheimer Stadtteil Brauweiler zu errichten, wo ab 1933 in der Frühphase der Herrschaft der Nationalsozialisten ein Konzentrationslager betrieben worden war. Mithilfe eines Historikers und im Auftrag des Landschaftsverbandes wurde diese sechs Jahre später eröffnet. Wißkirchen bot anschließend über Jahre Führungen durch die Gedenkstätte an. Auch setzte er sich wiederholt für die Verlegung von Stolpersteinen für ehemalige Bewohner im heutigen Pulheim und Rommerskirchen ein. Sein 2013 gemeinsam mit Hermann Daners verfasstes Buch Die Arbeitsanstalt Brauweiler bei Köln in nationalsozialistischer Zeit nannte der Historiker Kurt Schilde auf literaturkritik.de „vorbildhaft für weitere Untersuchungen“ der nationalsozialistischen Gefängnisgeschichte.
2011 wurde Wißkirchen durch Bundespräsident Christian Wulff mit der Verdienstmedaille der Bundesrepublik Deutschland ausgezeichnet. Seit 1987 bis zu dessen Lebensende stand er mit dem in die Vereinigten Staaten emigrierten Holocaustüberlebenden Rudy Herz in Kontakt. Nach einem Vortrag Wißkirchens in der Stommeler Papst-Johannes-XXIII.-Schule wurden die dortigen Schüler auf Herz’ Lebensgeschichte aufmerksam und luden ihn in die Schule ein. Nach dessen Tod veröffentlichte Wißkirchen eine Biografie über sein Leben und Wirken. Im Januar 2022 erhielt Wißkirchen den Obermayer German Jewish History Award. Das Berliner Abgeordnetenhaus, in dem die Verleihung des Preises stattfand, zählte ihn in diesem Zusammenhang zu den „produktivsten deutschen Autoren im Bereich jüdischer Lokalgeschichte“.

## Auszeichnungen
- 1988: Albert-Steeger-Preis des Landschaftsverbandes Rheinland
- 2007: Rheinlandtaler des Landschaftsverbandes Rheinland
- 2011: Verdienstmedaille der Bundesrepublik Deutschland durch den Bundespräsidenten
- 2022: Obermayer German Jewish History Award der Obermayer Foundation

## Veröffentlichungen (Auswahl)

### Als Autor
- Reichspogromnacht an Rhein und Erft 9., 10. November 1938. Verein für Geschichte Pulheim e. V. Pulheim 1988
- 200 Jahre Geschichte Stommelns (Band 1, 1794–1914). Verein für Geschichte Pulheim e. V. Pulheim 1997
- 200 Jahre Geschichte Stommelns (Band 2, 1914–1945). Verein für Geschichte Pulheim e. V. Pulheim 2001
- Gedenkort Friedhof Brauweiler. LVR-Archivberatungs- und Fortbildungszentrum. Pulheim 2010. ISBN 978-3-9814127-0-3
- Rudy Herz. Ein jüdischer Rheinländer. Verlag Ralf Liebe. Weilerswist 2012. ISBN 978-3-941037-85-4
- mit Hermann Daners: Die Arbeitsanstalt Brauweiler bei Köln in nationalsozialistischer Zeit. Klartext Verlag. Essen 2013. ISBN 978-3-8375-0971-7
- Verfolgte Nachbarn am Gillbach. Klartext Verlag. Essen 2016. ISBN 978-3-8375-1550-3
- Jüdische Familien kämpfen ums Überleben. Aschendorff Verlag. Münster 2021. ISBN 978-3-402-24808-9
- Auf jüdischen Spuren in Pulheim-Stommeln. Aschendorff Verlag. Münster 2022. ISBN 978-3-402-24927-7

### Als Herausgeber
- Verlorene Freiheit. Nationalsozialistische Schutzhaft 1933/34 im heutigen Rhein-Erft-Kreis. Metropol Verlag. Berlin 2019. ISBN 978-3-86331-452-1
- Heinrich Glessen (1675–1741): Chronicon Stommelense / Stommelner Chronik 1706–1740. Aschendorff Verlag. Münster 2024. ISBN 978-3-402-25087-7